# Eupholus magnificus
Eupholus magnificus (лат.) — вид короткохоботных долгоносиков.

## Описание
Один из самых красочных долгоносиков, его яркий цвет с металлическим отливом может служить предупреждением для хищников о неприятном вкусе — жуки питаются листьями диоскорея, содержащие токсины, ядовитые для некоторых животных вещества. Размеры жуков 2-3 см. На надкрыльях видны поперечные чёрные, синие и зелёные полосы. Синий и зелёный цвета происходят от очень маленьких чешуек. Переднеспинка и ноги металлические синие. Верх рострума и конец усиков чёрные. Голова вытянута в головотрубку, на вершине которой расположены ротовые органы, длина головотрубки в два раза длиннее ширины у основания.

## Ареал
Представители этого семейства широко распространены по всему земному шару, предпочитают тропики и субтропики. Данный вид имеет ограниченный ареал и распространён в области Папуа-Новая Гвинея и на прилегающих островах, встречается в Индонезии.